# The Girl Can’t Help It
The Girl Can’t Help It — песня Литл-Ричарда из одноимённого кинофильма 1956 года. Была издана как сингл на лейбле Specialty Records в декабре 1956 года. Автор слов и музыки — Бобби Трауп (англ. Bobby Troup).
В США песня достигла 7 места в ритм-н-блюзовом чарте журнала «Билборд» и 49 места в Billboard Top 100 (предшественнике теперешней «горячей сотни» Billboard Hot 100).
В 2004 году журнал Rolling Stone поместил песню «The Girl Can’t Help It» в исполнении Литл-Ричарда на 413 место своего списка «500 величайших песен всех времён». В списке 2011 года песня находится на 420 месте.